# Lübeck Hauptbahnhof

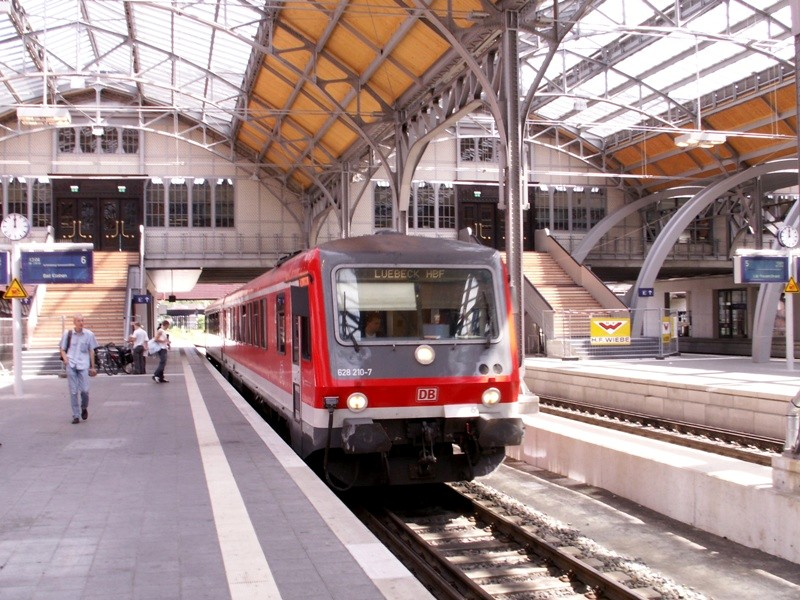
Vy från Lübeck Hauptbahnhof

Lübeck Hauptbahnhof är centralstation i Lübeck i Tyskland.
Det finns tåg från Lübeck till Hamburg, Kiel, Lübeck-Travemünde, Bad Kleien och Lüneburg. Förbindelsen Hamburg - Lübeck - Lübeck-Travemünde är elektrifierad.